# Collegio uninominale Veneto 2 - 06 (2020)
Il collegio elettorale uninominale Veneto 2 - 06 è un collegio elettorale uninominale della Repubblica Italiana per l'elezione della Camera dei deputati.

## Territorio
Come previsto dalla legge n. 51 del 27 maggio 2019, il collegio è stato definito tramite decreto legislativo all'interno della circoscrizione Veneto 2.
È formato dal territorio di 41 comuni della provincia di Verona: Affi, Badia Calavena, Bosco Chiesanuova, Brentino Belluno, Brenzone sul Garda, Caprino Veronese, Cazzano di Tramigna, Cerro Veronese, Colognola ai Colli, Dolcè, Erbezzo, Ferrara di Monte Baldo, Fumane, Grezzana, Illasi, Lavagno, Malcesine, Marano di Valpolicella, Mezzane di Sotto, Montecchia di Crosara, Monteforte d'Alpone, Negrar di Valpolicella, Pastrengo, Pescantina, Rivoli Veronese, Roncà, Roverè Veronese, San Bonifacio, San Giovanni Ilarione, San Martino Buon Albergo, San Mauro di Saline, San Pietro in Cariano, San Zeno di Montagna, Sant'Ambrogio di Valpolicella, Sant'Anna d'Alfaedo, Selva di Progno, Soave, Tregnago, Velo Veronese, Verona e Vestenanova.
Il collegio è parte del collegio plurinominale Veneto 2 - 03.

## Eletti
| Elezione | Elezione | Deputato        | Partito |
| -------- | -------- | --------------- | ------- |
|          | 2022     | Lorenzo Fontana | Lega    |

## Dati elettorali

### XIX legislatura
Come previsto dalla legge elettorale, 147 deputati sono eletti con sistema a maggioranza relativa in altrettanti collegi uninominali a turno unico.
| Candidati                                 | Candidati                 | Voti    | %     | Liste                          | Voti    | %     |
| ----------------------------------------- | ------------------------- | ------- | ----- | ------------------------------ | ------- | ----- |
|                                           | Lorenzo Fontana ✔️ Eletto | 132 554 | 53,60 | Fratelli d'Italia              | 79 307  | 32,07 |
| Lega per Salvini Premier                  | Lorenzo Fontana ✔️ Eletto | 132 554 | 53,60 | 29 067                         | 11,75   |       |
| Forza Italia                              | Lorenzo Fontana ✔️ Eletto | 132 554 | 53,60 | 21 006                         | 8,49    |       |
| Noi moderati/Lupi - Toti - Brugnaro - UDC | Lorenzo Fontana ✔️ Eletto | 132 554 | 53,60 | 3 174                          | 1,28    |       |
|                                           | Anna-Lisa Nalin           | 61 168  | 24,73 | Partito Democratico-IDP        | 42 270  | 17,09 |
| Alleanza Verdi e Sinistra                 | Anna-Lisa Nalin           | 61 168  | 24,73 | 9 260                          | 3,74    |       |
| +Europa                                   | Anna-Lisa Nalin           | 61 168  | 24,73 | 8 722                          | 3,53    |       |
| Impegno Civico - Centro Democratico       | Anna-Lisa Nalin           | 61 168  | 24,73 | 916                            | 0,37    |       |
|                                           | Mariafrancesca Salzani    | 24 001  | 9,70  | Azione - Italia Viva - Calenda | 24 001  | 9,70  |
|                                           | Francesco Vaccaro         | 14 936  | 6,04  | Movimento 5 Stelle             | 14 936  | 6,04  |
|                                           | Maristella Padovani       | 5 778   | 2,34  | Italexit                       | 5 778   | 2,34  |
|                                           | Anna Sautto               | 3 497   | 1,41  | Vita                           | 3 497   | 1,41  |
|                                           | Marianna Becce            | 2 963   | 1,20  | Italia Sovrana e Popolare      | 2 963   | 1,20  |
|                                           | Maria Rosaria Perrelli    | 2 420   | 0,98  | Unione Popolare                | 2 420   | 0,98  |
| Totale                                    | Totale                    | 247 317 | 100   |                                | 247 317 | 100   |
|                                           |                           |         |       |                                |         |       |
| Voti non validi                           | Voti non validi           | 7 645   | 3,00  |                                |         |       |
| Votanti                                   | Votanti                   | 254 962 | 71,15 |                                |         |       |
| Elettori                                  | Elettori                  | 358 338 |       |                                |         |       |